# Schlesiens vapen

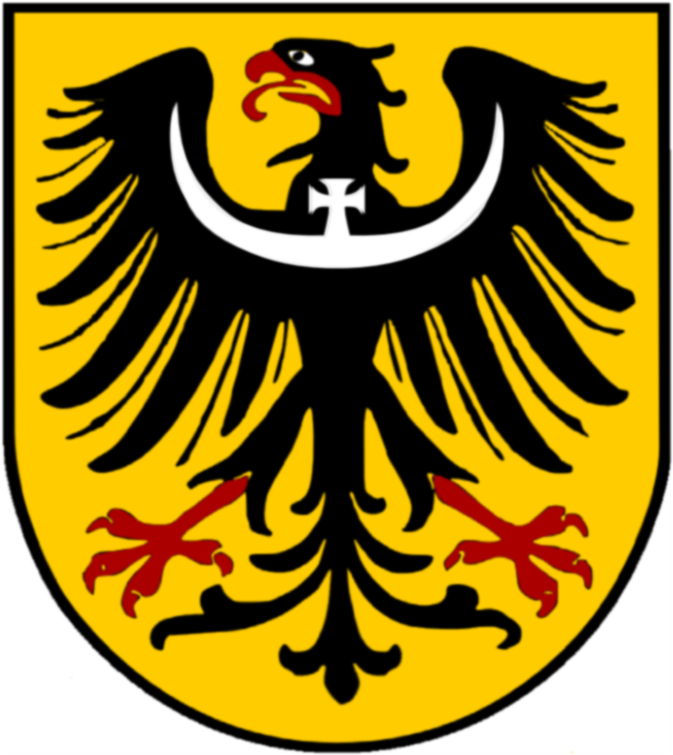
Schlesiens vapen.

Schlesiens vapen i en framställning från 1645.

Schlesiens vapen utgörs av en svart krönt örn i gyllene fält. Schlesien har genom tiderna ingått i olika riken, vars vapen oftast bestått av föreningar av de olika landskapens vapen. Dess vapen ingår numera i Tjeckiens statsvapen, närmare bestämt i det stora vapnet, där det förekommer i en kvadrerad sköld tillsammans med Böhmens och Mährens vapen.